# Сякавец
Сякавец или Секавец, Саковча, Сякавче (изписване до 1945 Сѣкавецъ, на гръцки: Λιβαδοχώρι, Ливадохори, катаревуса: Λειβαδοχώριον, Ливадохорион, до 1927 година Σακάφτσια, Сакафция или Σακάφτσα, Сакафца) е село в Гърция, Егейска Македония, дем Долна Джумая (Ираклия), област Централна Македония и има 560 жители (2001).

## География
Селото е разположено на 20 километра западно от град Сяр (Серес) и на 17 километра северно от Нигрита, в североизточното подножие на Богданската планина (Вертискос).

## История

### В Османската империя
През XIX век Сякавец е българско село в Сярска каза на Серския санджак. В „Етнография на вилаетите Адрианопол, Монастир и Салоника“, издадена в Константинопол в 1878 година и отразяваща статистиката на населението от 1873 г., Сакафча (Sakaftcha) е посочено като селище в Сярска каза със 75 домакинства, като жителите му са 48 мюсюлмани и 160 българи. В 1889 година Стефан Веркович (Топографическо-этнографическій очеркъ Македоніи) пише за Сякавец:
| „ | Сакафча - чифлик, жителите са християни българи; отстои на 3 часа от Нигрита. | “ |

В 1891 година Георги Стрезов пише за селото:
| „ | Секафче, на З от Сяр 4 1/2 часа, до реката. Земя блатиста, но твърде плодородна в памук, сусам. Пътят мъчен в дъжделиво време. Гръцка църква. 40 къщи българе. | “ |

Според Васил Кънчов („Македония. Етнография и статистика“) в началото на XX век Сякавче има 360 жители българи.
Всички християни от Сякавец са под ведомството на Цариградската патриаршия. По данни на секретаря на Българската екзархия Димитър Мишев („La Macédoine et sa Population Chrétienne“) в 1905 година в Секавец (Sekavetz) живеят 600 българи патриаршисти гъркомани. В селото има 1 начално гръцко училище с 1 учител и 14 ученици.

### В Гърция
През Балканската война селото е освободено от части на българската армия, но остава в Гърция след Междусъюзническата война. В 20-те година в селото са заселени гърци бежанци от Турция. Според преброяването от 1928 година селото е смесено местно-бежанско с 44 бежански семейства и 189 души. В 1927 година селото е прекръстено на Ливадохори.
През 60-те години на XX век е построена църквата „Света Троица“.
| Име        | Име           | Ново име    | Ново име    | Описание                                            |
| ---------- | ------------- | ----------- | ----------- | --------------------------------------------------- |
| Пади бунар | Παντί Μπουνάρ | Палия Вриси | Παληά Βρύση | местност на ССЗ от Сякавец                          |
| Нури       | Νουρί         | Месеон      | Μεσαϊον     | местност на ССИ от Сякавец по десния бряг на Струма |

## Личности
Родени в Сякавец
- Ангел Николов (Ангелос Николау) (? - 1906), гръцки ятак на гръцка андартска чета в Македония[12]
- Георги Фламурев (Георгиос Фламурис), гръцки агент (трети клас) на гръцка андартска чета в Македония[13]
- Димитър Гогов (р.1936), поет от Северна Македония
- Пасхалис Цянгас (1873 – 1907), гръцки свещеник, капитан на Гръцката въоръжена пропаганда в Македония

Починали в Сякавец
- Дине Арабаджиев (? - 1908), български революционер